# PCD World Tour
El PCD World Tour fue la primera gira de conciertos por el grupo femenino americano, The Pussycat Dolls. La gira llegó a Europa y partes de Asia. El grupo viajó por Norteamérica durante el Back to Basics Tour de Christina Aguilera y el Honda Civic Tour de The Black Eyed Peas. El grupo causó controversia durante su show en el parque temático Sunway Lagoon, rompiendo las leyes de la decencia de Malasia.

## Acto de apertura
- Rihanna - Europa

## Repertorio
1. "Buttons"
2. "Beep"
3. "I Don't Need a Man"
4. "Pink Panther"/"Fever" (Performed by Carmit Bachar and Melody Thornton)/"Don't Cha Groove"
5. "Feeling Good" (Nicole Scherzinger solo)
6. "Stickwitu"
7. "How Many Times, How Many Lies" (Nicole Scherzinger solo)
8. "Tainted Love"
9. "Hot Stuff (I Want You Back)"
10. "Bite the Dust"
11. "Show Me What You Got" (Dance Interlude)
12. "Wait a Minute"
13. "Sway"
14. "Whole Lotta Love"
15. "Don't Cha"

## Fechas
| Asia                    |              |              |                             |
| 26 de julio de 2006     | Kuala Lumpur | Malasia      | Surf Beach                  |
| 28 de julio de 2006     | Manila       | Filipinas    | Coliseo Smart Araneta       |
| Europa                  |              |              |                             |
| 12 de noviembre de 2006 | Munich       | Alemania     | Zenith die Kulturhalle      |
| 13 de noviembre de 2006 | Frankfurt    | Alemania     | Jahrhunderthalle            |
| 14 de noviembre de 2006 | París        | Francia      | Zénith Paris                |
| 16 de noviembre de 2006 | Zúrich       | Suiza        | Hallenstadion               |
| 17 de noviembre de 2006 | Ámsterdam    | Países Bajos | Heineken Music Hall         |
| 18 de noviembre de 2006 | Böblingen    | Alemania     | Sporthalle                  |
| 19 de noviembre de 2006 | Colonia      | Alemania     | Palladium                   |
| 24 de noviembre de 2006 | Dublín       | Irlanda      | Point Theatre               |
| 26 de noviembre de 2006 | Glasgow      | Reino Unido  | SEC Centre                  |
| 28 de noviembre de 2006 | Manchester   | Reino Unido  | Manchester Arena            |
| 29 de noviembre de 2006 | Bruselas     | Bélgica      | Forest National             |
| 30 de noviembre de 2006 | Birmingham   | Reino Unido  | National Exhibition Centre  |
| 1 de diciembre de 2006  | Londres      | Reino Unido  | Wembley Arena               |
| 2 de diciembre de 2006  | Ischgl       | Austria      | Silvrettaseilbahn AG        |
| 27 de enero de 2007     | Cardiff      | Reino Unido  | Motorpoint Arena Cardiff    |
| 28 de enero de 2007     | Londres      | Reino Unido  | Wembley Arena               |
| 29 de enero de 2007     | Nottingham   | Reino Unido  | Capital FM Arena Nottingham |
| 31 de enero de 2007     | Belfast      | Irlanda      | Odyssey Arena               |
| 2 de febrero de 2007    | Dublín       | Irlanda      | Point Theatre               |
| 4 de febrero de 2007    | Manchester   | Reino Unido  | Manchester Arena            |
| 5 de febrero de 2007    | Sheffield    | Reino Unido  | Sheffield Arena             |
| 6 de febrero de 2007    | Newcastle    | Reino Unido  | Metro Radio Arena           |